# Cersei Lannister
(Cersei Lannister)
Cersei Lannister (pronuncia: /sɹ̩sej/ /lænɪstɹ̩/) è un personaggio ideato da George R. R. Martin per la sua saga Cronache del ghiaccio e del fuoco. Compare sin dal primo romanzo, Il gioco del trono, ma solo a partire dal quarto, Il banchetto dei corvi, diventa uno dei personaggi il cui punto di vista è seguito dalla narrazione.

## Caratteristiche
All'inizio della narrazione, Cersei è la regina dei Sette Regni, consorte del re Robert Baratheon. È figlia di lady Joanna Lannister e di lord Tywin Lannister, uno degli uomini più ricchi e potenti dei Sette Regni, e sorella di Jaime Lannister e Tyrion Lannister. In seguito alla morte del marito, otterrà il titolo di "Regina Reggente".
Cersei è una donna molto affascinante e carismatica, ma crudele, narcisista, scaltra e ambiziosa, disposta a tutto pur di realizzare i propri scopi. Si presenta come una persona dal grande controllo e di essere tanto fredda, ma sotto questa facciata è in realtà prepotentemente sospettosa in modo paranoico e ossessivo. Manifesta un atteggiamento opportunista, sprezzante e superbo verso il prossimo, che cela con sorrisi e buone maniere. È fermamente convinta di essere identica a suo padre per astuzia e carisma, ma crede anche che il potere e il rispetto le siano preclusi a causa del proprio sesso; tali convinzioni ne alimentano la misoginia, essendo lei più contrariata dal non essere nata uomo che per l'ingiustizia sociale di cui si crede vittima. È tendenzialmente sprezzante verso le donne, credendo di essere un'eccezione.
L'idea che ha di sé stessa non corrisponde a quello che vedono gli altri: le persone che hanno avuto modo di conoscerla, come i suoi fratelli o Petyr Baelish, ritengono che Cersei non sia affatto simile al padre, ma anzi la considerano l'esatto opposto in termini di abilità e astuzia, per cui la mancanza di considerazione che la regina riceve è dovuta, in realtà, alla sua incapacità politica. Non è dotata delle abilità necessarie per governare e non è nemmeno in grado di capirlo. Secondo Jaime e Tyrion, Cersei è capace di compiere le azioni più audaci e pericolose se crede che esse la aiuteranno a difendere sé stessa e ciò che per lei è importante (Jaime, i loro figli e la sua posizione), ma la sua indole impulsiva, unita alla mancanza di lungimiranza, la rende anche incapace di prevedere gli effetti a lungo termine dei propri piani, che alla fine, dopo un iniziale successo, le si ritorcono contro, danneggiando anche lei o creando ulteriori problemi. Secondo Petyr Baelish, Cersei è brava ad acquisire potere, ma non altrettanto a mantenerlo. Anche Kevan Lannister è convinto delle mancanze di Cersei, non solo riguardo al comando ma anche alle sue capacità di madre, e non si fa remore nel dirglielo.
Crede che un sovrano che prende decisioni seguendo soltanto i propri desideri non sia incompetente, ma risoluto e quindi da rispettare, così come crede che farsi aiutare dai sottoposti sia un segno di debolezza. Quando, finalmente, Cersei ottiene il potere, non accetta l'aiuto di chi ne critica le decisioni, circondandosi piuttosto di adulatori. Tutto questo la rende una delle persone più pericolose e imprevedibili di Westeros.
Anche sul piano amoroso e affettivo Cersei si rivela abbastanza contorta e sostanzialmente egoista: ha una relazione incestuosa con Jaime, il suo fratello gemello, che dura fin dall'infanzia. È fortemente convinta di amarlo moltissimo, tuttavia lo manipola spesso con facilità sfruttando il suo ascendente su di lui ora per difendersi, ora per motivi politici, e non esita a tradirlo ogni volta che ne ha l'occasione. Viene lasciato intendere infatti che Cersei consideri Jaime la versione maschile di sé stessa, cioè quello che lei avrebbe sempre voluto essere e quindi, non potendo essere lui, ha sempre fatto di tutto per possederlo.
In qualità di madre Cersei tratta i suoi tre figli, pur amandoli tantissimo, in modo totalmente differente l'uno dall'altro: nutre una cieca venerazione e preferenza per il figlio maggiore Joffrey, identico se non peggiore di lei per cattiveria ed egoismo, e non esita ad accondiscendere ad ogni suo singolo capriccio. Pur adorando l'unica figlia Myrcella, Cersei non l'ha mai presa realmente in considerazione, sottovalutandone la reale intelligenza e coraggio. È nettamente più insofferente verso il figlio minore Tommen in quanto molto più fragile e sensibile, ed è solita lasciarlo alle cure delle balie insieme alla sorella per la maggior parte del tempo.
Ha invece un rapporto ambivalente con il padre Tywin, che venera e disprezza allo stesso tempo in quanto lo considera potente ed abile politicamente, ma che non esita a usare lei e Jamie per raggiungere i suoi scopi personali.
Verso Tyrion condivide lo stesso odio provato dal padre in quanto è ritenuto responsabile della morte di sua madre, Joanna. L'odio di Cersei verso Tyrion è inoltre accentuato e dovuto anche al fatto che il padre, nonostante tutto, ha più fiducia nelle capacità del fratello che nelle sue e per questo prova una certa e forte invidia unita ad un silenzioso timore.
Cersei ha trentun'anni all'inizio della saga, ed è descritta come una donna bellissima, dotata di pelle chiara, capelli biondo oro e degli splendidi occhi verdi tipici della dinastia dei Lannister. Col tempo, tuttavia, cominciano a mostrarsi le conseguenze delle sue gravidanze che, unite all'abuso di cibo e alcol, la portano a ingrassare. Durante il periodo passato in prigionia nel Tempio di Baelor verrà rasata a zero e sottoposta a umiliazioni tali da farla diventare quasi una persona più remissiva e umile, senza tuttavia perdere davvero il suo carattere forte, ambizioso e determinato.

## Biografia del personaggio

### Passato
Cersei nasce a Castel Granito nel 266º anno dopo la conquista del Continente Occidentale da parte di Aegon Targaryen il Conquistatore; è la primogenita nonché l'unica figlia femmina di Tywin Lannister e sua cugina Joanna Lannister. È sorella gemella di Jaime e sorella maggiore di Tyrion.
Sin da bambina Cersei ha un carattere ribelle e spavaldo. Da sempre è unita a suo fratello Jaime da un amore incestuoso, fatto che porta la loro madre, informata da una serva di averli colti in flagrante in atteggiamenti promiscui, a tenerli distanti tra loro. Con la nascita del fratello minore Tyrion, Joanna si ammala di febbre puerperale e muore. Ciò causa in Cersei un forte odio nei confronti del fratellino, e inizia a sviluppare il carattere rancoroso che la caratterizzerà da adulta.
Verso gli undici anni, Cersei viene separata da Jaime, inviato come scudiero presso le terre di lord Sumner Crakehall, mentre a lei viene imposta l'educazione di corte che spetta a tutte le nobildonne dei Sette Regni, fatto che alimenta in lei la sua misoginia. Nello stesso anno, assieme ad una protetta di Castel Granito, Melara Heatherspoon, decide di recarsi in un bosco vicino a casa sua dove vive una veggente, Maggy la Rana. La strega profetizza destini nefasti per le due fanciulle: rivela che Melara morirà a breve, mentre Cersei dapprima realizzerà il suo sogno di diventare regina e avrà tre figli, che però vedrà morire prematuramente dopo la loro incoronazione, verrà spodestata da una donna più giovane e bella e sarà infine strangolata a morte dal Valonqar. Poco tempo dopo la piccola Melara annega in un pozzo; Cersei, sebbene cerchi di convincersi che sia stata solo una coincidenza, scopre che la parola Valonqar significa fratello minore, diventa negli anni a seguire sempre più paranoica e sprezzante nei confronti di Tyrion.
A diciassette anni, Cersei viene proposta dal padre come sposa per il principe erede Rhaegar; tuttavia il re, Aerys II Targaryen, del quale suo padre Tywin è il Primo Cavaliere, rifiuta di dare il suo consenso a tale unione, invidioso del potere e dell'influenza che il suo consigliere sta accumulando a corte, facendo invece sposare suo figlio maggiore ad Elia Martell.
Due anni dopo la ribellione e l'ascesa al trono di Robert Baratheon, Tywin, che aveva aiutato il nuovo sovrano razziando Approdo del Re e fatto uccidere la nuora e i nipoti del Re Folle, rafforza il suo legame con la corona dando Cersei a Robert. Il loro matrimonio si rivela molto presto infelice, in cui Cersei comprende di essere solo un ripiego a Lyanna, la defunta promessa sposa dell'uomo, oltre che una garante per le risorse economiche dei Lannister. Entrambi si tradiscono a vicenda, rispettivamente, Robert con svariate donne e Cersei con suo fratello Jaime. Quando Cersei rimane incinta del primogenito di Robert, fa ingaggiare una levatrice da Jaime, e la regina abortisce prima ancora di rendere nota la sua gravidanza. Nei dodici anni a seguire, dall'incesto tra Cersei e Jaime nascono Joffrey, Myrcella e Tommen, che la donna fa passare per i figli legittimi di Robert. La verità sulla paternità dei bambini viene scoperta dal Primo Cavaliere del re, Jon Arryn, che poco tempo dopo muore avvelenato.

### Il gioco del trono
Cersei e la famiglia reale giungono a Grande Inverno, dove re Robert è in visita di cortesia al suo vassallo e amico, lord Eddard Stark, protettore del Nord, con l'intento di portarlo con sé alla capitale in veste di nuovo Primo Cavaliere. Una mattina, Cersei viene sorpresa in un amplesso con il suo gemello in una torre dal piccolo Bran, figlio di Ned, mentre questi si arrampica come suo solito tra le mura del castello. Per evitare che il bambino possa rivelare ciò che ha visto, Jaime lo spinge giù dalla finestra della torre, mandandolo in fin di vita. Sulla Strada del Re, in marcia verso la capitale, il principe Joffrey viene ferito da Nymeria, la metalupa di Arya, dopo che questi l'aveva ingiustamente provocata: Cersei ordina quindi a Ned, visto che Nymeria è riuscita a fuggire tra i boschi, di uccidere per ripiego la metalupa di Sansa, Lady, sebbene questa non avesse arrecato alcun danno. Questi fatti danno inizio all'astio tra le due casate.
Una volta che Ned giunge ad Approdo del Re insieme ad Arya e Sansa, che è promessa in sposa a Joffrey, inizia anche lui a mettersi sulla pista delle indagini che aveva cominciato Jon Arryn, e scopre presto anch'egli la verità sugli eredi al trono. Cersei viene informata da Sansa, timorosa che le sue nozze con il principe possano non avvenire, che il padre intende denunciarla e ha intenzione di riportare lei e Arya a Grande Inverno. Ned stesso, nella sua bontà, riferisce a Cersei le sue scoperte e le suggerisce cortesemente di ritirarsi in esilio con i propri figli prima che egli riveli la verità sui suoi figli al re. Tuttavia, la regina non vuole rinunciare al trono e ordina al cugino Lancel, scudiero di Robert, di far bere al re durante una battuta di caccia un vino molto più forte del solito, in modo che non sia in grado di affrontare gli animali più pericolosi. Il suo piano ha successo: Robert viene ucciso da un cinghiale prima di poter parlare con Ned e conoscere la verità, Joffrey viene incoronato re e lei proclamata Regina Reggente. Ned viene imprigionato con l'accusa di cospirazione contro i Sette Regni. Su consiglio di Cersei che, temendo una guerra con il Nord, cerca di far rilasciare Ned vivo spogliandolo solamente dei suoi titoli, l'uomo confessa sul patibolo il reato di tradimento di cui non ha colpa, ma Joffrey, nel suo sadismo, lo fa giustiziare comunque. Arya scappa, mentre Sansa rimane prigioniera nella Fortezza Rossa.

### Lo scontro dei re
Quando Stannis Baratheon, che aveva indagato insieme a Jon Arryn sulla progenie di Robert, invia delle lettere a tutti i Sette Regni in cui afferma l'illegittimità al trono di re Joffrey, si scatena una guerra di successione in cui Stannis e suo fratello Renly rivendicano il possesso del Trono di Spade, seguiti da Robb Stark, che muove guerra al nuovo sovrano per vendicare l'esecuzione di suo padre. Per finanziare la difesa del suo regno, Joffrey lesina pesantemente le materie prime indispensabili al popolo, causando un crescente malcontento tra i suoi sudditi.
Cersei, consigliata da Petyr Baelish, cerca di eludere le dicerie sul suo incesto ribattendo con una falsa diceria in cui afferma che la figlia di Stannis, Shireen, è nata dalla relazione extraconiugale tra la sua consorte Selyse Florent e il loro giullare di corte. La regina fatica a gestire la follia del figlio, che diviene sempre più violento e imprevedibile, inoltre ha paura che Jaime possa essere giustiziato dagli Stark e teme che Tyrion sminuisca il suo potere. Questo la porta a sviluppare una crescente dipendenza dall'alcol. Quando apprende dell'esistenza di alcuni figli illegittimi di Robert avuti con numerose donne nel corso degli anni, Cersei dà ordine a dei soldati delle Cappe Dorate affinché li rintraccino e li uccidano tutti, ma questo piano le si ritorce contro poiché convince ancora più persone che i suoi figli siano davvero il frutto di un incesto. Poco tempo dopo, la donna viene informata da Pycelle, una delle sue spie personali, del fatto che il fratello Tyrion, nel ruolo di Primo Cavaliere del re, intende negoziare un'alleanza con la Casa Martell di Dorne promettendo la principessa Myrcella in sposa a Trystane Martell, terzogenito del principe Doran. Su tutte le furie, Cersei si confronta col fratello per evitare che questo accordo sia portato a termine, ma Tyrion la convince di come una possibile alleanza con i Martell possa aiutarli nella guerra in corso, e pertanto, la regina dà il suo consenso a malincuore, e fa spedire la propria figlia a Dorne.
Dopo la partenza di Myrcella e la sconfitta presso Oxcross dell'esercito della corona da parte di Robb Stark, Cersei e il Concilio Ristretto del re cercano una soluzione per ribaltare le sorti della guerra a loro favore e a tal proposito la regina reggente ordina a lord Baelish di trattare con Casa Tyrell per un eventuale matrimonio tra Joffrey e Margaery Tyrell, nonostante i vincoli del suo precedente fidanzamento con Sansa Stark. Anche ad Approdo del Re cominciano ad esserci non poche difficoltà soprattutto tra il popolo per il crescente scarseggiare di risorse e viveri: la situazione diventa così esasperante che un giorno tra le strade della capitale di ritorno alla Fortezza Rossa, Cersei, Joffrey, Sansa e il loro seguito vengono aggrediti da una folla inferocita, nell'evento che viene chiamato la Sommossa del Pane.

### Tempesta di spade
Cersei nomina un nuovo Concilio Ristretto del quale fanno parte Mace Tyrell, Paxter Redwyne, Mathis Rowan e il gran maestro Pycelle. Vengono fissate le nozze tra Joffrey e Margaery, e per rinsaldare ulteriormente i rapporti tra le case Lannister e Tyrell, a Cersei viene imposto dal padre Tywin di risposarsi. I tre candidati sono Willas Tyrell, fratello maggiore di Margaery, Oberyn Martell oppure Balon Greyjoy, qualora diventasse vedovo. Tyrion viene obbligato a sposare Sansa Stark per assicurarsi il controllo di Grande Inverno e del Nord.
Durante le nozze di Joffrey e Margaery, il re beve del vino avvelenato e muore nel giro di pochi minuti. Cersei, accecata dal dolore, accusa il fratello Tyrion e la sua consorte Sansa dell'omicidio. Mentre Sansa riesce a fuggire durante il banchetto grazie all'aiuto di lord Baelish, Tyrion viene invece imprigionato e successivamente processato e condannato a morte. Riesce però ad essere liberato in tempo dal fratello Jaime, e a lui rivela come Cersei, durante la sua assenza lontano da lei, abbia avuto diversi amanti, tra cui il loro cugino Lancel Lannister e Osmund Kettleblack. Prima di fuggire, Tyrion raggiunge il padre Tywin nelle sue stanze e lo uccide.

### Il banchetto dei corvi
Cersei celebra i funerali del padre e mette una taglia sulla testa di Tyrion, mentre suo figlio minore Tommen viene proclamato re. Pur non essendo più obbligata a risposarsi, Cersei crede che la famiglia Tyrell voglia usurpare il suo potere e cerca l'appoggio dei suoi parenti: propone a Jaime di diventare Primo Cavaliere, ma egli rifiuta in quanto è ancora scosso dalle rivelazioni sui suoi trascorsi e non si sente adatto a ricoprire tale carica. Avanza dunque la proposta allo zio Kevan, che ritira subito quando lo zio le risponde che accetterà solo a patto di venire nominato anche reggente, affermando di considerarla incapace sia come regina che come madre e dimostrando, inoltre, di essere a conoscenza del segreto sui suoi figli. Non avendo altra scelta, Cersei elegge un Primo Cavaliere di ripiego e accetta il suggerimento di Jaime di sposare frettolosamente Tommen con sua nuora Margaery. Nel tentativo di alleviare i debiti della corona e di acquisire la benedizione del Credo e protezione dai nemici, Cersei, ignara dei problemi che questa mossa potrebbe scatenare, permette al nuovo Alto Septon (conosciuto come Alto Passero) di rimettere in piedi il Credo Militante, un ordine religioso-militare a protezione dei valori religiosi del culto dei Sette.
Sin dal suo fidanzamento con Joffrey, Cersei non vede di buon occhio Margaery, in quanto la ragazza grazie alle sue doti e alla sua astuzia sembrava saperlo gestire e controllare meglio di lei. Il suo risentimento per lei aumenta quando si convince che Margaery potrebbe essere proprio la giovane donna che un giorno la spodesterà, come previsto da Maggy la Rana.
Quando il Gran Maestro Pycelle rivela a Cersei che la giovane regina fa uso di una sostanza chiamata Tè della Luna, impiegata per prevenire ed interrompere gravidanze, decide di inscenare una farsa per fare incolpare Margaery di adulterio. Seduce Osney Kettleblack, fratello minore di Osmund, e lo convince a confessare all'Alto Septon di aver avuto rapporti con Margaery e le sue tre cugine, sebbene non sia vero. L'Alto Septon fa arrestare Margaery ma, trovando la confessione di Osney sospetta, lo fa torturare e questi gli rivela la verità. Il piano di Cersei va così in fumo e l'Alto Septon la arresta con svariate accuse, tra cui l'omicidio del precedente Alto Septon, avvenuto effettivamente per volere di Cersei sempre con la collaborazione di Osney Kettleblack.
Disperata, Cersei scrive una lettera a Jaime, in viaggio a Delta delle Acque per rappresentare la Corona, per convincerlo a battersi per lei in un duello che decreterà la sua sorte. Tuttavia egli, ancora amareggiato per le storie sulla sua ripetuta infedeltà, ferito nel suo orgoglio e non potendole essere d'aiuto, decide di ignorare la sua disperata richiesta.

### Una danza con i draghi
Cersei è in prigione e attende di essere processata. Devastata, confessa di aver giaciuto con Lancel e i fratelli Kettleblack, ma nega categoricamente ogni accusa di incesto, continuando a giustificarsi col fatto che sia solo una diffamazione di Stannis ai suoi danni. L'Alto Septon, convinto, offre alla regina di scegliere se essere processata ordinariamente, rischiando di perdere ogni titolo, oppure di essere processata per singolar tenzone, chiamando un cavaliere a battersi per lei, ma rischiando di essere giustiziata qualora questi dovesse perdere. Intanto, suo zio Kevan la informa che a Dorne sua figlia Myrcella è stata sfregiata durante un assalto.
Avendo scoperto da Kevan che ser Arys Oakheart è morto a Dorne per proteggere Myrcella e che quindi vi è un posto libero nella Guardia Reale, Cersei decide di essere processata tramite singolar tenzone per i crimini che non ha confessato, chiedendo a suo zio di affidare al maestro sconsacrato Qyburn la scelta del nuovo membro della Guardia Reale che la difenderà nel processo. Intanto, per espiare le colpe che invece ha confessato, le viene imposto di camminare nuda e con la testa rasata sulla strada dal Tempio di Baelor alla Fortezza Rossa. Cersei inizia il suo cammino, sotto gli sguardi e le umiliazioni che le infligge la folla, e, sebbene cerchi di rimanere impassibile, alla fine crolla e comincia a piangere.
Inizia perfino ad avere delle allucinazioni, vedendo tra la folla persone conosciute come il padre Tywin, Eddard Stark, Joffrey o Sansa Stark.
Raggiunta la fortezza, la donna viene accolta dal nuovo membro della Guardia Reale, Robert Strong, che probabilmente è in realtà ser Gregor Clegane, riportato in vita grazie alle cure e alle arti magiche di Qyburn.

## Trasposizione televisiva
Nella serie televisiva Il Trono di Spade il personaggio è interpretato da Lena Headey. La storyline di Cersei nella serie televisiva è molto fedele ai romanzi durante le prime due stagioni, per poi distaccarsi progressivamente dalla storia originale nelle stagioni successive. Un cambiamento considerevole presente fin da subito consiste nel fatto che Cersei ammetta di aver amato Robert durante i primi tempi del loro matrimonio e di aver partorito un loro figlio, morto in fasce.

### Prima stagione
Mentre la famiglia reale è in visita a Grande Inverno, Cersei e il suo gemello Jaime vengono scoperti dal piccolo Bran Stark mentre consumano un rapporto sessuale e Jaime getta il bambino dalla finestra, per impedirgli di parlare: Bran sopravviverà, ma non ricorderà nulla di ciò che ha visto. Successivamente, ad Approdo del Re, Ned Stark scopre che i tre figli di Cersei sono in realtà frutto dell'incesto con Jaime: intenzionato a dirlo al marito di Cersei, re Robert, Ned comunica alla regina le sue intenzioni, per darle il tempo di fuggire insieme ai suoi figli. Robert però muore in seguito a un incidente durante una battuta di caccia, prima che Ned possa rivelargli la verità. Grazie ai complotti di Cersei, suo figlio maggiore Joffrey diventa re al posto di Robert, mentre lei assume il ruolo di regina reggente, data la minore età del figlio. Joffrey diventa subito insofferente ai consigli della madre e fa giustiziare Ned Stark, nonostante Cersei provi a fermarlo inorridita. Il gesto sconsiderato del figlio dà così inizio alla guerra con il Nord.

### Seconda stagione
Il Primo Cavaliere del re e padre di Cersei, Tywin, ritiene che la figlia non eserciti abbastanza controllo su Joffrey e invia il figlio minore Tyrion ad Approdo del Re, in qualità di suo sostituto. Cersei e Tyrion, che da sempre si odiano, entrano subito in contrasto, cercando di sabotare l'uno il potere dell'altra. Uno dei maggiori affronti che Tyrion riserverà a Cersei sarà spedire la cara figlia di lei, Myrcella, a Dorne, come promessa sposa del principe Trystane Martell. Quando Stannis Baratheon attacca Approdo del Re, dando luogo alla Battaglia delle Acque Nere, Cersei e le altre nobildonne si rifugiano all'interno della Fortezza Rossa. Cersei si ubriaca e passa la nottata a deridere e minacciare la figlia di Ned Stark, Sansa, promessa sposa di Joffrey e allo stesso tempo ostaggio dei Lannister. Sapendo che Stannis è in procinto di vincere la battaglia, Cersei, seppur esitante, è pronta ad avvelenare il suo figlio più piccolo, Tommen, per risparmiargli di cadere nelle grinfie dei nemici, ma il provvidenziale arrivo delle truppe di Tywin, che capovolge l'esito della battaglia, la distoglie dal compiere il tragico e folle gesto. Quando Tywin le dice che la battaglia è stata da loro vinta, Cersei profondamente sollevata abbraccia il piccolo Tommen.

### Terza stagione
Cersei inizia a temere la crescente influenza che Margaery Tyrell, nuova promessa sposa di Joffrey, ha sul futuro marito, ritenendo che possa mettere in pericolo il suo potere. Esprime i propri timori al padre, ma questi le fa notare che l'alleanza con i Tyrell si è resa necessaria perché lei, al contrario di quanto sembra stia facendo Margaery Tyrell, non è stata in grado di controllare Joffrey, facendo scoppiare la guerra. Tywin poi la insulta del tutto spiegandole di non avere fiducia in lei non perché donna, come a lei piace pensare, ma perché molto meno astuta di quanto lei creda. I Lannister, attraverso Ditocorto, scoprono il piano dei Tyrell di far sposare Sansa Stark con il fratello di Margaery, Loras, in modo da assicurarsi il controllo su Grande Inverno. Con orrore dei figli, Tywin risolve il problema, costringendo Tyrion a sposare Sansa e promettendo in moglie Cersei a Loras. In seguito, Jaime torna ad Approdo del Re e si ricongiunge con la sorella e amante.

### Quarta stagione
Il giorno del suo matrimonio con Margaery, Cersei è completamente impassibile, se non divertita di fronte alle umiliazioni del figlio contro Tyrion. Ma all'improvviso Joffrey viene avvelenato e ucciso. Nonostante la tragedia, solo Cersei piange disperata la morte del re, davanti alla cui salma Tywin dichiara apertamente che è stato un pessimo sovrano, ignorando lo sguardo furioso della figlia. Cersei, inoltre, accusa ingiustamente Tyrion dell'omicidio e corrompe numerose persone per farlo dichiarare colpevole durante il processo. Allo sfogo del fratello in aula, dove lui si scaglia anche contro di lei, Cersei lo fulmina con gli occhi alle parole velenose di Tyrion sul defunto Joffrey. Quando Tyrion chiede un processo per duello, Cersei sceglie rapidamente il gigantesco ser Gregor Clegane come suo campione, per diminuire le probabilità che Tyrion venga assolto. Il desiderio di Cersei si esaudisce, quando il campione di Tyrion, Oberyn Martell, viene ucciso da Clegane, che viene comunque ridotto in fin di vita. Decisa a non sposare Loras, Cersei minaccia il padre di rivelare pubblicamente il suo incesto con Jaime, qualora dovesse ancora cercare di imporle il matrimonio. Poco dopo, Tyrion evade di prigione e uccide Tywin, vendicandosi delle numerose ingiustizie subite a causa sua.

### Quinta stagione
A causa della morte di Oberyn, Cersei riceve una minaccia da Dorne, dove sua figlia Myrcella si trova. Cersei preoccupata, spedisce dunque Jaime a Dorne per salvare la loro figlia. Nel frattempo, Margaery diventa la moglie del minore dei figli di Cersei, il nuovo re dei Sette Regni Tommen, e subito cerca di convincerlo a spedire la madre a Castel Granito per eliminare la sua influenza sul figlio. Temendo di perdere il suo potere, Cersei incontra il leader del movimento estremista religioso dei Passeri, chiamato appunto Alto Passero. Credendo di poterlo usare come un burattino, Cersei conferisce all'Alto Passero la carica di Alto Septon e ripristina il Credo Militante, donando poteri enormi all'Alto Passero.
Al fine di destabilizzare la Casa Tyrell, Cersei provvede a far arrestare Loras dal Credo per la sua omosessualità e subito dopo anche Margaery sarà arrestata per aver testimoniato il falso durante il processo del fratello. Tra i Passeri è però presente anche Lancel Lannister, cugino di Cersei e suo ex-amante: Lancel rivela all'Alto Passero che in realtà è stata Cersei, con la sua complicità, a organizzare l'incidente che costò la vita a Robert; accusa inoltre Cersei dell'incesto con Jaime. Cersei viene dunque arrestata e imprigionata nel Tempio di Baelor, dove è sottoposta alle angherie della sua carceriera, Septa Unella.
Cersei si vede costretta a confessare la sua storia con Lancel, ma continua a negare l'omicidio del marito e l'incesto col fratello. Benché ancora in attesa del processo, Cersei ottiene dunque la possibilità di tornare alla Fortezza Rossa, ma, come segno di espiazione, viene costretta a tornarci a piedi, completamente nuda e con i capelli tagliati cortissimi, mentre viene bersagliata dagli insulti e dal lancio di rifiuti da parte del popolo di Approdo del Re. Giunta in lacrime e provata dalla vergogna alla Fortezza Rossa, Cersei scopre che l'ex-maestro e suo alleato Qyburn ha rianimato il cadavere di ser Gregor, tramutandolo in un'arma nelle mani di Cersei.

### Sesta stagione
Cersei rimane nella Fortezza Rossa, confinata nelle sue camere e spogliata della sua autorità. Jaime torna ad Approdo del Re, portando con sé il cadavere di Myrcella, la quale è stata assassinata dall'amante di Oberyn, Ellaria Sand. Cersei piange con dolore la morte della figlia, avendo perso l'unica persona che riteneva davvero pura e buona e che con la sua innocenza la faceva sentire umana. L'Alto Passero non permette a Cersei di vedere la salma della figlia, né di assistere al suo funerale. Cersei scopre da Tommen che l'Alto Passero prevede di costringere Margaery a fare lo stesso cammino della vergogna a cui ha sottoposto lei: ciò le dà l'opportunità di allearsi con i Tyrell e organizzare un assedio al Tempio di Baelor, in modo da liberare Margaery e Loras ed eliminare l'Alto Passero. Il piano va però in fumo, perché Margaery aderisce al Credo e induce Tommen a fare altrettanto. Cersei rimane ad Approdo del Re, decisa a farsi processare tramite duello, scegliendo come proprio campione ser Gregor. Tuttavia, l'Alto Passero convince Tommen ad abolire i processi per duello, anche se questo significa condannare la madre.
Giunge il giorno del processo di Loras e Cersei, che si svolge nel Tempio di Baelor e a cui presiede l'Alto Passero; ad assistere giungono numerose persone, tra cui Margaery, suo padre Mace e Kevan Lannister. Cersei, però, non si presenta e imprigiona Tommen nelle sue stanze: grazie all'aiuto di Qyburn e delle sue spie, Cersei è decisa a vendicarsi di tutte le umiliazioni subite e fa in modo che numerose botti di altofuoco vengano fatte detonare sotto il tempio, che salta in aria, uccidendo tutti quanti i presenti in un colpo solo. Sconvolto per l'azione della madre e addolorato dalla perdita della sua sposa, Tommen si suicida, buttandosi dalla finestra, lasciando Cersei senza più figli. Poco dopo, Cersei viene incoronata sovrana dei Sette Regni e diventa la prima donna a sedere sul Trono di Spade.

### Settima stagione
Per contrastare la minaccia rappresentata da Daenerys Targaryen, Cersei si allea con Euron Greyjoy, il quale riesce ad abbattere la flotta di sua nipote Yara, alleata di Daenerys, e a catturare l'assassina di Myrcella, Ellaria Sand, e sua figlia Tyene. Cersei le fa incatenare l'una di fronte all'altra nei sotterranei della Fortezza Rossa e dopo aver provocato Ellaria con il ricordo della morte di Oberyn, avvelena Tyene nello stesso modo in cui era stata avvelenata Myrcella, condannando Ellaria ad una condanna fortemente sadica e subdola, cioè quella di avere per sempre davanti agli occhi il cadavere della figlia. In seguito, l'esercito dei Lannister, guidato da Jaime, conquista Alto Giardino, liberando Cersei della minaccia della Casa Tyrell; subito dopo, però, l'esercito viene decimato dai Dothraki di Daenerys e dal suo drago Drogon. Jaime riceve una visita segreta di Tyrion, ora Primo Cavaliere di Daenerys, il quale lo avvisa che la sua regina intende incontrare Cersei per stabilire un armistizio, in modo da ottenere supporto nell'imminente guerra contro gli Estranei. Cersei, grazie alle sue spie, era già a conoscenza dell'incontro e accusa Jaime di aver tramato alle sue spalle, ma si dichiara a favore della tregua. Rivela inoltre a Jaime di essere incinta del loro quarto figlio e di non voler mai più nascondere l'identità del padre.
Cersei riceve la visita di Daenerys e del Re del Nord, Jon Snow, i quali le mostrano un non-morto catturato aldilà della Barriera, per convincerla del reale pericolo rappresentato dagli Estranei. Cersei, terrificata e inorridita, accetta l'armistizio e assicura il suo supporto, ma poi rivela privatamente a Jaime che in realtà vuole sfruttare la tregua per assoldare la Compagnia Dorata e usarla contro i sopravvissuti della guerra contro gli Estranei. Ritenendo il piano di Cersei assolutamente crudele e stupido, Jaime abbandona la sorella e parte da solo verso il Nord.

### Ottava stagione
Mentre le forze di Westeros ed Essos sono riunite a Grande Inverno per combattere gli Estranei, Cersei è rimasta ad Approdo del Re senza fornire l'aiuto militare promesso, nella speranza che i suoi nemici si eliminino a vicenda. Tuttavia subito dopo la battaglia nel Nord le forze di Daenerys Targaryen si rivolgono contro di lei. Euron Grevjoy, che nel frattempo è diventato il suo compagno e nei suoi piani deve fare da copertura per la sua nuova gravidanza col fratello, riesce a dare una prima sconfitta all'assalto dei nemici, uccidendo un drago di Daenerys, distruggendo gran parte della flotta nemica e catturando la consigliera della regina rivale, Missandei. A questo punto la guerra sembra avvantaggiare Cersei, che rifiuta le richieste di arrendersi da parte del fratello Tyrion, facendo appello alla sua umanità ricordandole il suo amore per i figli e Jaime, e fa giustiziare la povera Missandei davanti a Daenerys.
La battaglia ad Approdo del Re è imminente, e Cersei apre le porte della città in modo da avere attorno a sé tanti cittadini inermi come scudo umano. Nonostante ciò, l'attacco delle forze avversarie è subito dirompente, e la stessa Daenerys, accecata dalla follia e dalla furia, in groppa all'ultimo drago rimastole, Drogon, distrugge senza alcuna pietà l'intera città e la stessa Fortezza Rossa dove Cersei è riparata. Quest'ultima, abbandonata anche dalla sua guardia personale, ser Gregor, che invece di restare al suo fianco affronta il fratello venuto a ucciderlo, scappa in preda alla disperazione e allo smarrimento verso i sotterranei, dove nel frattempo è raggiunta da Jaime, ferito. I due scendono nelle cripte, dove la donna in lacrime prima supplica Jaime di non lasciarla morire, ma poi decide assieme al suo amante di accettare il suo destino e i vengono sepolti ed uccisi dal crollo di una volta rimanendo uniti: il loro fratello Tyrion li ritroverà morti, ancora abbracciati.